# Besalú
Besalú é um município da Espanha na comarca da Garrotxa, província de Girona, comunidade autónoma da Catalunha. Tem 4,92 km² de área e em 2021 tinha 2 502 habitantes (densidade: 508,5 hab./km²).

## História
A cidade foi um dia mais importante quando era a capital do condado de Besalú medieval, cujo território tem aproximadamente o mesmo tamanho que a atual comarca da Garrotxa mas às vezes estendido para Corbières, Aude, na França. Vifredo I de Barcelona (Guifre, el Pilós; Guifredo, o Cabeludo), que é creditado como o responsável pela unificação da Catalunha, foi conde de Besalú. A cidade foi também o berço de Ramon Vidal, um trovador medieval.[carece de fontes?]
Besalú foi designado como um conjunto histórico nacional em 1966. A característica mais importante da cidade é a sua ponte do século XII sobre o rio Fluvià, e seu portão de entrada no ponto médio da ponte. A igreja de Sant Pere foi construída em 1003. A cidade possui ruas e praças arcadas, e também um mikvá restaurado, um banho ritual judaico datado a partir do século XI, assim como os restos de uma sinagoga medieval, localizados na parte inferior da cidade perto do rio.[carece de fontes?]

## Demografia
| Variação demográfica do município entre 1991 e 2004 | Variação demográfica do município entre 1991 e 2004 | Variação demográfica do município entre 1991 e 2004 | Variação demográfica do município entre 1991 e 2004 |
| --------------------------------------------------- | --------------------------------------------------- | --------------------------------------------------- | --------------------------------------------------- |
| 1991                                                | 1996                                                | 2001                                                | 2004                                                |
| 2098                                                | 2031                                                | 2032                                                | 2165                                                |